# Barna őszibagoly
A barna őszibagoly (Agrochola helvola) a rovarok (Insecta) osztályának a lepkék (Lepidoptera) rendjébe, ezen belül a bagolylepkefélék (Noctuidae) családjába tartozó faj.

## Előfordulása
A legtöbb európai országban előfordul, egészen Észak-Skóciáig és Skandináviában a sarkkörön is túl , délen Spanyolországban , Szicíliában (azonban a Szardíniában nincs), Görögországban; és  Közép-Ázsiában, Közép- Szibériában.  Különböző száraz és nedves élőhelyeken, mint például az erdőkben, bozótosokban, hegyekben és réteken a völgyekben, parti területeken és vizes élőhelyeken is megtalálható.

## Megjelenése
- lepke: szárnyfesztávolsága: 34–45 mm. Első szárnyai vöröses barnától a zöldesszürkén át az okkersárgáig változhatnak, két elmosódott csíkkal. A hátsó szárnyak szürkés-barnák.
- pete: először vöröses sárga, majd vöröses világosbarna
- hernyó: sárgás barna vagy vörösesbarna színű

## Életmódja
- nemzedék:   egyetlen nemzedéke szeptember és októberben rajzik. Tojással (petével) telel át.
- hernyók tápnövényei: fűz (Salix), tölgy (Quercus), mogyoró (Corylus), kökény (Prunus spinosa), szeder (Rubus fruticosus), málna (Rubus idaeus), fekete áfonya (Vaccinium myrtillus)

## Fordítás
- Ez a szócikk részben vagy egészben  a   Rötliche Herbsteule című német Wikipédia-szócikk fordításán alapul.  Az eredeti cikk szerkesztőit annak laptörténete sorolja fel. Ez a jelzés csupán a megfogalmazás eredetét és a szerzői jogokat jelzi, nem szolgál a cikkben szereplő információk forrásmegjelöléseként.